# Austin Cup
Austin Cup je halový mezinárodní nohejbalový turnaj trojic, který od roku 2002 pořádá Nohejbal klub Vsetín.
Austin Cup je jedním z nejprestižnějších mezinárodních nohejbalových turnajů v ČR. Společně s Poslední smečí a Šacung Cupem jsou nazývány jako tzv. Svatá trojice mezinárodních nohejbalových turnajů v ČR.

## Přehled vítězů
| Ročník | Jméno družstva                   | Jména hráčů                                        |
| ------ | -------------------------------- | -------------------------------------------------- |
| 2010   | DPMK Košice                      | Perun Patrik, Perun Martin, Brutovský Ján          |
| 2011   | Šacung VHS Benešov "A"           | Doubrava Jiří, Holub Jiří, Stejskal Petr           |
| 2012   | Sokol Modřice                    | Pelikán Radek, Kop Pavel, Topinka Petr             |
| 2013   | Sokol Modřice "B"                | Pospíšil Jakub, Rosenberk Lukáš, Müller Martin     |
| 2014   | TJ Dynamo České Budějovice "A"   | Chalupa Jan, Musil Zdeněk, Fík Dan                 |
| 2015   | TJ Dynamo České Budějovice "A"   | Chalupa Jan, Musil Zdeněk, Fík Dan                 |
| 2016   | SK Liapor Witte Karlovy Vary "B" | Vanke Jan, Bíbr Tomáš, Medek Matěj, Valenta Michal |
| 2017   | MNK SILNICE GROUP Modřice "A"    | Pospíšil Jakub, Müller Martin, Rosenberk Lukáš     |
| 2018   | MNK SILNICE GROUP Modřice        | Pospíšil Jakub, Rosenberk Lukáš, Müller Martin     |
| 2019   | MNK SILNICE GROUP Modřice        | Pospíšil Jakub, Rosenberk Lukáš, Müller Martin     |